# Вотча (приток Кубены)
Вотча — река в Архангельской и Вологодской областях России.
Протекает по территории Коношского и Вожегодского районов. Вытекает из озера Заболотного у деревни Заболото на юге Архангельской области. Севернее деревни Усть-Вотча впадает в реку Кубену в 248 км от её устья по левому берегу. Уклон реки — 0,6 м/км, коэффициент извилистости русла — 2,3. Длина реки составляет 73 км.

## Данные водного реестра
По данным государственного водного реестра России и геоинформационной системы водохозяйственного районирования территории РФ, подготовленной Федеральным агентством водных ресурсов:
- Бассейновый округ — Двинско-Печорский
- Речной бассейн — Северная Двина
- Речной подбассейн — Малая Северная Двина
- Водохозяйственный участок — озеро Кубенское и река Сухона от истока до Кубенского гидроузла
- Код водного объекта — 03020100112103000005351

### Притоки
(указано расстояние от устья)
- 12 км: река Ючка (лв)
- 48 км: река Кардешка (пр)